# NGC 2601
NGC 2601 este o intermediate spiral galaxy⁠(d) situată în constelația Peștele Zburător. A fost descoperită în 4 martie 1835 de către John Herschel.